# Protaetiomorpha inornata
Protaetiomorpha inornata är en skalbaggsart som beskrevs av Heller 1898. Protaetiomorpha inornata ingår i släktet Protaetiomorpha och familjen Cetoniidae. Inga underarter finns listade i Catalogue of Life.